# Victor von Podbielski (Politiker, 1892)
Victor Ulrich Theophil Friedrich von Podbielski (* 9. März 1892 in Dallmin, Kreis Westprignitz; † 20. Mai 1945 in Trebbin) war ein deutscher Politiker (NSDAP) und Oberbürgermeister von Frankfurt (Oder).

## Leben und Wirken
Victor von Podbielski entstammte dem alten, ursprünglich polnischen Adelsgeschlecht Podbielski. Er war Sohn der Margarete von Twardowski (1869–1951) und des Victor von Podbielski (1844–1916), dem Leiter des Reichspostamts 1897–1901, sowie Enkel von Theophil von Podbielski (1814–1879), einem preußischen General der Kavallerie. Nach dem Schulbesuch, unter anderem auf dem Fürstlich Stolbergschen Gymnasium zu Wernigerode, den er dann im März 1911 mit dem Abitur am humanistischen Gymnasium in Plön in Holstein beendete, studierte er von April 1911 bis September 1913 Nationalökonomie an der Friedrich-Wilhelms-Universität in Berlin. Von 1914 bis 1918 nahm er am Ersten Weltkrieg teil. Anschließend arbeitete er als Landwirt auf dem elterlichen Gut Dallmin. Unter den Auswirkungen der Weltwirtschaftskrise im Jahr 1929 musste dieser das Gut und ein weiteres aus dem Familienbesitz, Gut Kahrwe, zwei Jahre später versteigern lassen. Zeitweise gehörte ihm auch das 531 ha große Familienfideikommiss Bootz-Garlin.
Zum 1. Dezember 1930 trat Podbielski in die NSDAP ein (Mitgliedsnummer 523.688). Im Februar 1931 wurde er zum Kreisleiter des Kreises Dessau-Land im Gau Magdeburg-Anhalt ernannt. In Perleberg wurde er 1932 Ortsgruppenleiter. Zwischen 1934 und 1936 war Podbielski bei der Gauleitung Mark-Brandenburg beschäftigt. Anschließend wurde er dort Gaugeschäftsführer und Gaustabsamtsleiter. 1942 wurde er von Hermann Göring zum Preußischen Provinzialrat ernannt.
Podbielski war Mitglied der SS (SS-Nummer 293.718) und gehörte ab dem 20. April 1939 dem Stab des Reichsführers SS Heinrich Himmler an. In der SS erreichte Podbielski mindestens den Rang eines SS-Oberführers.
Am 5. August 1942 trat Podbielski im Nachrückverfahren für den verstorbenen Reichstagsabgeordneten Carl Röver in den nationalsozialistischen Reichstag ein, dem er bis zum Ende der NS-Herrschaft als Vertreter des Wahlkreises 14 (Weser-Ems) angehörte.
Zudem war Podbielski Preußischer Provinzialrat und vom 12. September 1943 bis zum Ende des Zweiten Weltkrieges Oberbürgermeister in Frankfurt (Oder).
Nachdem Frankfurt (Oder) am 26. Januar 1945 zur Festung erklärt worden war, übernahm der Festungskommandant Generalleutnant Hermann Meyer-Rabingen die Befehlsgewalt über die Stadt. Podbielski, der Frankfurt noch im April 1945 mit einer Volkssturmeinheit verlassen hatte, wurde bei Glau durch Granatbeschuss schwer verletzt. Er erlag seinen Verletzungen im Trebbiner Kriegsgefangenenlazarett.
Konstantin von Twardowski ist ein direkter Vorfahre mütterlicherseits.

### Genealogie
- Gothaisches Genealogisches Taschenbuch der Adeligen Häuser 1938. B (Briefadel). Zugleich Adelsmatrikel der Deutschen Adelsgenossenschaft. Dreizigster Jahrgang, Justus Perthes, Gotha 1937, S. 406.
- Gothaisches Genealogisches Taschenbuch der Adeligen Häuser. Alter Adel und Briefadel. Zugleich Adelsmatrikel der Deutschen Adelsgenossenschaft. 1928. Zwanzigster Jahrgang, Justus Perthes, Gotha 1927, S. 452 f.